# Draško Vojinović
Draško Vojinović (Szabadka, 1984. december 3. –) szerb labdarúgó, kapus. Jelenleg a Nyíregyháza Spartacus FC játékosa.

## Életpályája

### Diósgyőr
2008 nyarán került Diósgyőrbe, a győri Integrál-DAC csapatától. Eleinte Somodi Bencével együtt voltak a csapat második-harmadik számú kapusai, majd Köteles László sérülése után a hátralévő két bajnokin ő védett, és a Nemzeti Sport újságírója szerint is kitűnően végezte feladatát a Debreceni VSC és a Szombathelyi Haladás ellen. 2009-től második számú kapus. 2009 nyarán került a Nyíregyházához.